# Janet Malcolmová
Janet Clara Malcolmová (rozená Jana Klára Wienerová; 8. července 1934 Praha – 16. června 2021 New York) byla americká novinářka narozená v Československu. Jejími dvěma velkými tématy byla psychoanalýza a žurnalistika. Oběma věnovala několik knih. Nejslavnějšími z nich jsou Psychoanalysis: The Impossible Profession (1981), In the Freud Archives (1984) a The Journalist and the Murderer (1990), která se stala klasikou akademických studií žurnalistiky, ovšem zároveň vyvolala značné kontroverze. Malcolmová proslula kritickým pohledem na žurnalistickou profesi. Sama přispívala především do časopisu The New Yorker. Její první manžel Donald Malcolm byl rovněž přispěvatelem stejného časopisu, psal tam divadelní kritiky, stejně jako druhý manžel Gardner Botsford. Její sestra Marie Winnová je rovněž známou americkou publicistkou, má pravidelný sloupek ve Wall Street Journal.

## Život
Narodila se v pražské židovské rodině, její otec Josef Weiner byl psychiatr. Rodina v roce 1939, v jejích pěti letech, emigrovala do Spojených států, aby unikla nacistické represi po okupaci českých zemí německou armádou. Usadila se v New Yorku. Malcolmová vystudovala žurnalistiku na Michiganské univerzitě. V roce 1963 začala psát pro The New Yorker. V roce 2001 byla zvolena do Americké akademie umění a literatury (American Academy of Arts and Letters). Zemřela na rakovinu plic ve věku 86 let.
Kniha Psychoanalysis: The Impossible Profession byla v roce 1982 finalistou Národní knižní ceny pro literaturu faktu. Kniha In the Freud Archives vyvolala vleklý soudní spor s Jeffrey Moussaieffem Massonem, kterému se nelíbilo, jak ho Malcolmová v knize vylíčila a tvrdil, že mu připsala falešné citace. Soud vyhrála nakonec Malcolmová. Kniha The Journalist and the Murderer se umístila na 97. místě v seznamu „100 nejlepších děl literatury faktu 20. století“ sestaveném The Modern Library. Kniha byla rovněž v roce 2011 britským deníkem The Guardian zařazena mezi sto nejdůležitějších "non-fiction" knih všech dob. 
Malcolmová v knize nastoluje klíčovou tezi, že vztah mezi novinářem a jeho zdrojem je nemravný, neboť novinář ve zdroji vyvolává falešné iluze a naděje, aby z něj dostal informaci (tak jako hlavní postava její knihy, novinář Joe McGinniss, který namlouval vrahovi Jeffrey MacDonaldovi, že věří v jeho nevinu, aby z něj vymámil sérii rozhovorů, ačkoli byl přesvědčen o jeho vině). "Každý novinář, který není příliš hloupý nebo příliš zahleděný sám do sebe, ví, co se děje. Ví, že to, co dělá, je morálně neobhajitelné," uvedla Malcolmová. Kniha zpočátku vyvolala silný odpor v novinářské obci a autorka byla mnohokrát obviněna z toho, že novináře nenávidí, ale časem se kniha stala respektovanou studií. Douglas McCollum v Columbia Journalism Review napsal: „Desetiletí poté, co se objevil Malcolmové esej, se její kdysi kontroverzní teorie stala všeobecně přijímaným poznatkem.“